# HMS Warspite (03)
HMS Warspite (03) var ett brittiskt slagskepp av Queen Elizabeth-klass. Hon sjösattes den 26 november 1913 vid Devonports kungliga varv. Hon kom att bli ett av de mest berömda fartygen i Royal Navy och under det andra världskriget fick Warspite smeknamnet "The Old Lady" (den gamla damen), efter en kommentar av amiral Andrew Cunningham år 1943.
Hon sänkte ett antal tyska jagare i ett sjöslag utanför Narvik efter Tysklands invasion av Norge. Vidare deltog Warspite i den eskader som allvarligt decimerade den italienska flottan utanför Kap Mapatan i Medelhavet. 
Under september understöde Warspite landstigningen vid Salerno när hon skadades svårt av tre tyska Fritz X styrda bomber fällda av bombplan av typen Do 217 K-2 från III. Gruppe/KG 100 den 16 september 1943 utanför Italiens kust. Efter provisoriska reparationer bogserades denna ärrade kämpe över Engelska kanalen och deltog, som ett av fem gamla slagskepp, i den styrka som med tungt artilleri besköt (mjukade upp) de tyska ställningarna vid Normandies kust i samband med D-Dagen 1944.